# BMW B57
| B57                            | B57                                |
| ------------------------------ | ---------------------------------- |
|                                |                                    |
| Виробник:                      | BMW                                |
| Марка:                         | B57                                |
| Тип:                           | Шестициліндровий двигун рядний     |
| Робочий об'єм:                 | - 3,0 л (2993 куб.см) см3          |
| Максимальна потужність:        | 183-294 кВт (248–400 к.с.) кВт     |
| Максимальний обертовий момент: | 620–760 Н⋅м (457–561 фунт⋅фут) Н·м |
| Конфігурація:                  | R6                                 |
| Циліндрів:                     | 6                                  |
| Клапанів:                      | 24                                 |
| Хід поршня:                    | - 90 мм (3,54 дюйма) мм            |
| Діаметр циліндра:              | - 84 мм (3,3 дюйма) мм             |
| Ступінь стиску:                | 16.0:1 (B57D30C), 16.5:1           |
| Система живлення:              | Common Rail                        |
| Охолодження:                   | рідинне охолодження                |
| Газорозподільний механізм:     | DOHC                               |
| Матеріал блоку циліндрів:      | Алюміній                           |
| Матеріал ГБЦ:                  | Алюміній                           |
| Ресурс:                        | 250 тис. км.                       |
| Тактність (число тактів):      | 4                                  |
| Рекомендоване паливо:          | Дизельне паливо EN 590             |

BMW B57 — рядний шестициліндровий дизельний двигун, вироблений виробником автомобілів BMW. Разом із B37 (трициліндровий рядний дизельним двигуном) і B47 (чотирициліндровий рядний дизельний двигун) і трьома бензиновими двигунами B38 (трициліндровий), B48 (чотирициліндровий) і B58 (шестициліндровий) належить до сімейства модульних двигунів. B57 є одним із останніх (станом на 2016 рік) модульних двигунів від BMW. Модульні двигуни використовуються в моделях BMW, а також у моделях MINI. B57 прийшов на зміну N57.

## Конструкція
BMW B57 — рядний шестициліндровий дизельний двигун з алюмінієвим картером (блоком двигуна), системою прямого вприскування Common Rail, технологією чотирьох клапанів і до чотирьох турбокомпресорів у версіях, наведених нижче. 400 к.с. і на ступені високого тиску версії 400 к.с. мають змінну геометрію турбіни. Тиск становить 2500 бар. Ступінь стискання близько 16:1.

### B57D30S0
У цій версії з чотирма нагнітачами, яка була представлена в 2016 році, два нагнітачі низького тиску доповнюються двома нагнітачами високого тиску приблизно починаючи з 2600 об/хв. При вищій швидкості потоку вихлопних газів відкривається контрольна заслінка для паралельного шляху до другої турбіни високого тиску, щоб зменшити протитиск вихлопних газів. Принаймні 90 відсотків максимального крутного моменту в 760 Нм доступні між 1600 і 4100 об/хв. Оскільки цей двигун не пропонувався в Європі з середини 2020 року, діапазон продуктивності охоплений оновленою версією Alpina D5 S із трьома нагнітачами, яка також базується на B57.

### Редакція 2020
Двигуни були доопрацьовані у другому кварталі 2020 року, а версія з турбонагнітачем вихлопних газів була відкинута. Завдяки технічному перегляду впровадження останнього покоління п’єзофорсунок дозволяє збільшити максимальний тиск уприскування до 2700 бар. Менший турбокомпресор тепер має змінну геометрію турбіни. Крім того, використовується 48-вольтна електрична система, включаючи стартер-генератор потужністю 8 кВт (11 к.с.). Тепер двигуни відповідають стандарту викидів Euro 6d.

### Редакція 2022
У другому кварталі 2022 року двигуни знову переглянули. У ході технічної ревізії були введені форсунки з електромагнітними клапанами, а максимальний тиск уприскування було знижено до 2500 бар. Замість алюмінієвих поршнів тепер використовуються сталеві. Крім того, в якості додаткового заходу щодо зниження викидів було представлено нове покоління 48-вольтової м’якої гібридної системи, яка тепер забезпечує 9 кВт (12 к.с.) і до 200 Нм крутного моменту.

## Дані
| Тип двигуна | Об'єм            | Діаметр х Хід | Нагнітач                                                                                                  | Потужність при 1/хв         | Крутний момент при 1/хв                       | Випуск              |
| ----------- | ---------------- | ------------- | --- | --------------------------- | --------------------------------------------- | ------------------- |
| B57D30O0    | 3.0 л (2993 см³) | 84 мм × 90 мм | 1 турбокомпресор, інтеркулер                                                                              | 195 кВт (265 к.с.) при 4000 | 620 Нм при 2000-2500                          | 06/2015             |
| B57D30O0    | 3.0 л (2993 см³) | 84 мм × 90 мм | 2 турбокомпресора: низького та високого тиску, один зі змінною геометрією турбіни                         | 210 кВт (286 к.с.) при 4000 | 650 Нм при 1500-2250                          | 07/2020             |
| B57D30T0    | 3.0 л (2993 см³) | 84 мм × 90 мм | 2 турбокомпресори: компресори низького та високого тиску, обидва зі змінною геометрією турбіни інтеркулер | 235 кВт (320 к.с.) при 4000 | 680 Нм при 1750-2250                          | 4 квартал 2015 року |
| B57D30T0    | 3.0 л (2993 см³) | 84 мм × 90 мм | 2 турбокомпресори: компресори низького та високого тиску, обидва зі змінною геометрією турбіни інтеркулер | 240 кВт (326 к.с.) при 4000 | 680 Нм при 1750-2250                          | 1 квартал 2018 року |
| B57D30T0    | 3.0 л (2993 см³) | 84 мм × 90 мм | 2 турбокомпресора, обидва зі змінною геометрією турбіни                                                   | 250 кВт (340 к.с.) при 4400 | 700 Нм при 1750-2250                          | 2 квартал 2020 року |
| B57D30S0    | 3.0 л (2993 см³) | 84 мм × 90 мм | 4 турбокомпресори: 2 низького тиску та 2 високого тиску, інтеркулер                                       | 294 кВт (400 к.с.) при 4400 | 760 Нм при 2000-3000, </br> > 450 Нм при 1000 | 3 квартал 2016 року |

## Використовувались

### B57D30O0 (183кВт)
- Ineos Grenadier (з 2022)

### B57D30O0 (195кВт)
- BMW G11/G12 як 730d / 730Ld Sedan[13] (з 2015)
- BMW G32 як 630d Gran Turismo (11/2017 - 06/2020)
- BMW G30 як 530d седан (з 02/2017) і як G31 530d touring (з 05/2017)
- BMW G01 як X3 xDrive30d (з 11/2017)
- BMW G05 як X5 xDrive30d (з 11/2018)
- BMW G20 як 330d (з 2019)[14]

### B57D30T0 (235кВт)
- BMW G11/G12 як 740d / 740Ld
- BMW G30 /G31 як 540d xDrive (з Q3/2017)
- BMW 6 серії Gran Turismo як 640d xDrive
- BMW G15 як 840d xDrive (з 11/2018)

### B57D30T0 (240кВт)
- BMW G01 як X3 M40d (з 08/2018)
- BMW G02 як X4 M40d (з 03/2018)

### B57D30T0 (250кВт)
- BMW G20 як M340d xDrive (з 04/2020)
- BMW G22 як M440d xDrive (з 03/2021)
- BMW G05/G06 як X5/X6 40d xDrive (з 04/2020)

### B57D30S0 (294кВт)
Використання в Європі буде припинено в другій половині 2020 року через зміну політичних і соціальних умов у Європі.
- BMW G11/G12 як 750d / 750Ld
- BMW G30 /G31 як M550d xDrive (з Q3/2017)
- BMW G06 як X6 M50d (з 11/2019)
- BMW G07 як X7 M50d (з 03/2019 по 12/2020)